# Туристический поезд
Туристический поезд (круизный поезд) — специальный комфортабельный поезд класса «люкс», который перевозит туристов по заранее запланированному маршруту.
Лучшие туристические поезда мира определяются Ассоциацией Международных Железнодорожных Путешественников по специальному рейтингу.

## Туристические поезда мира

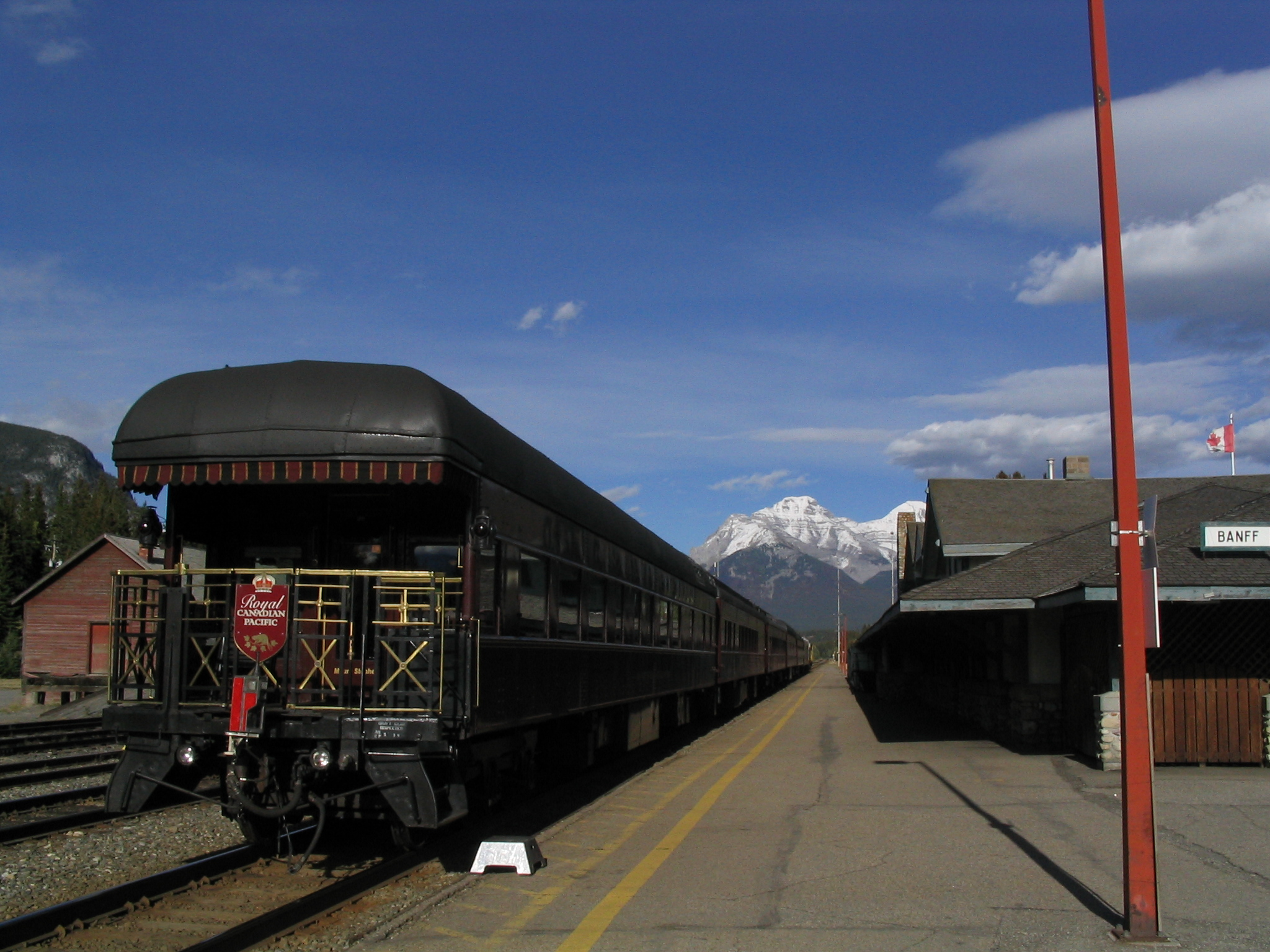
Туристический поезд Royal Canadian Pacific

- Ferrocarril Chihuahua al Pacífico (Мексика)
- Al Andalus Express (Испания)
- Andean Explorer (Перу)
- Blue Train (Южная Африка) — en:Blue Train (South Africa)
- Canadian (Канада)
- Canadian Rockies Steam Express (Канада)
- Danube Express (Турция)
- Deccan Odyssey (Индия) — en:Deccan Odyssey
- Eastern & Oriental Express (Юго-Восточная Азия) — en:Eastern and Oriental Express
- El Transcantabrico (Испания)
- Ghan (Австралия) — en:The Ghan
- Glacier Express (Швейцария) — en:Glacier Express
- GrandLuxe Express (США)
- Hiram Bingham (Перу)
- Indian Pacific (Австралия) — en:Indian Pacific
- Palace on Wheels (Индия) — en:Palace on Wheels
- Pride of Africa (Rovos Rail) (Южная Африка) — en:Pride of Africa
- Rocky Mountaineer (Канада) — en:Rocky Mountaineer
- Royal Canadian Pacific (Канада) — en:Royal Canadian Pacific
- Royal Scotsman (Шотландия)
- ShangriLa Express (Китай/Тибет)
- Sierra Madre Express (Мексика)
- Sunlander (Австралия)
- Toy Train (Индия)
- Venice-Simplon Orient Express (Европа) — en:Venice-Simplon Orient Express
- Транссибирский экспресс «Золотой орёл» (Россия)
- Байкальский круиз (Россия, ВСЖД)
- Балтийский экспресс (Россия, ВСЖД)
- Туристический поезд «Зимняя сказка» (Россия) — (Шерегеш- Новосибирск)
- Сияние севера (Россия)
- Рускеальский экспресс (Россия)
- Байкальская сказка